# 국제자유노동조합총연맹
국제자유노동조합총연맹(國際自由勞動組合總聯盟, 영어: The International Confederation of Free Trade Unions, ICFTU)은 국가 대표 노동조합이 모인 국가간 노동조합 연합 단체 중심으로, 성실한 노동조합 조직으로 외부 영향에 독립되어있고 민주적인 구조로 운영되었다. 1949년 창립되었으며, 2006년 해산되었다.

## 연혁
세계노동조합연맹에서 이념에 따라 분리되어 1949년 12월 7일 창립되었으며, 156개 나라에서 241개 단체, 총 1억5천5백만명이 가입되었다. 미국 노동 총동맹 산업별 조합 연합회를 포함한 대부분의 비 공산주의 노동조합 단체, 영국 노동조합 연합회, 프랑스 노동자 총연맹, 이탈리아 노동조합 연맹, 스페인 노동자 총 연합 등이 4천 8백만 회원과 53개 국가를 대표하여 참석한 런던 총회에서 탈퇴를 결의하고 만들었다.
2006년 10월 31일 해산, 세계 노동 연맹과 합병하여 국제 노동조합 연합을 만들었다.

## 조직
아시아 태평양 지역(APRO), 아프리카 지역(AFRO), 미주 지역(ORIT)의 총 세개 지역별 조직이 있고, 유럽 노동조합 연맹(ETUC), 전 세계 노동조합 연맹과도 연합하고 있다.

## 활동 주제
- 노동조합과 노동자에 대한 권리 존중 및 유지
- 강제노동과 아동 노동 근절
- 여성 노동자에 대한 동등한 권리 신장
- 환경
- 전 세계 노동조합원에 대한 교육 과정
- 젊은 노동자 조직 지원
- 각국 노동조합 실태 조사

## 주요 목표
- 고용과 국제 노동 규칙 제정
- 다국적 기업 감시
- 노동조합 권리
- 평등, 여성, 인종, 이민자
- 노동조합 조직과 유도

## 같이 보기
- 국제노동조합총연맹
- 세계노동총연맹
- 세계노동조합연맹